# Transrapid München
| Transrapid München Hauptbahnhof ↔ Flughafen                                | Transrapid München Hauptbahnhof ↔ Flughafen                                |
| Transrapid-Infocenter am Flughafen (Ausgemusterter Original-Transrapid 07) | Transrapid-Infocenter am Flughafen (Ausgemusterter Original-Transrapid 07) |
| -------------------------------------------------------------------------- | -------------------------------------------------------------------------- |
| Vorhabenträger                                                             | DB Magnetbahn GmbH                                                         |
| Streckenlänge                                                              | 37,4 km                                                                    |
| Strecke in Tunneln                                                         | 8,7 km (durch insgesamt drei Tunnel verkehrend)                            |
| Fahrzeit                                                                   | 10 min                                                                     |
| Höchstgeschwindigkeit                                                      | 350 km/h                                                                   |
| Durchschnittsgeschwindigkeit                                               | rd. 224 km/h                                                               |
| Anzahl Fahrten täglich                                                     | 230                                                                        |
| Tägliche Fahrleistung                                                      | 8.602 km                                                                   |
| Max. Anz. Fahrgäste stündlich in jede Richtung                             | ca. 2.700                                                                  |
| Anzahl Fahrten jährlich                                                    | 83.950                                                                     |
| Jährliche Fahrleistung                                                     | rd. 3,14 Mio. km                                                           |
| Geplante Anzahl Fahrgäste 2020                                             | 8 Mio.                                                                     |
| Geplante Passagierkilometer 2020                                           | ca. 299 Mio. km                                                            |
| Geplanter Flächenbedarf                                                    | ca. 84 Hektar                                                              |
| Energiebedarf jährlich                                                     | 138 GWh                                                                    |
| Geschätzte Baukosten (Stand 2008)                                          | rd. 3,4 Mrd. Euro                                                          |
| Bauzeit                                                                    | rund 4 Jahre                                                               |
| Projekteinstellung                                                         | 27. März 2008                                                              |

Der Transrapid München war ein von Ende 2000 bis März 2008 verfolgtes Projekt zum Bau einer Magnetschwebebahn-Hochgeschwindigkeitstrasse zwischen dem Flughafen München und dem Münchner Hauptbahnhof. Es war vorgesehen, eine etwa 37 km lange Strecke zu errichten, auf der weitgehend ein Zehn-Minuten-Takt mit Transrapid-Fahrzeugen angeboten werden sollte. Bei einer Spitzengeschwindigkeit von 350 km/h sollte die Fahrzeit zehn Minuten betragen.
Nachdem eine Kostenprognose (nach anfangs 1,85 Milliarden Euro) von mehr als 3,4 Milliarden Euro sprach, verständigten sich Vertreter von Bund und Land am 27. März 2008 darauf, das Projekt nicht zu realisieren. Formal wurde das Projekt mit der Rücknahme des Antrags auf Planfeststellung durch den Vorhabenträger DB Magnetbahn GmbH am 14. April 2008 beendet.
Die Projektidee entstand, ebenso wie der zwischen Düsseldorf und Dortmund geplante Metrorapid, Ende Februar 2000 nach Scheitern des Projekts Magnetschnellbahn Berlin–Hamburg. Neben diesen beiden Projekten war dies der dritte Anwendungsversuch in Deutschland, dessen Realisierung nach einer vertieften Planungsphase abgebrochen wurde.

## Projektbeschreibung

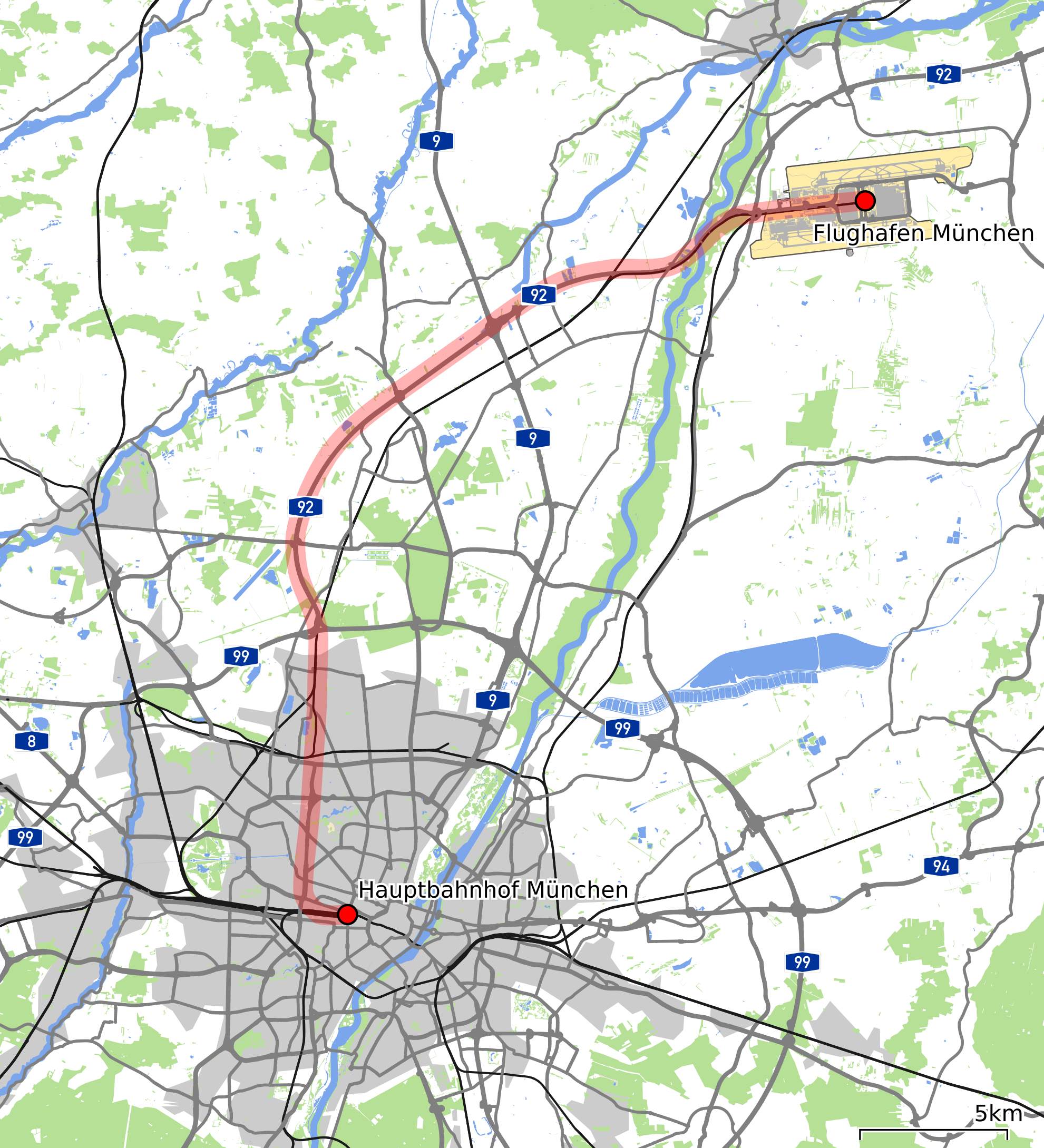
Geplanter Verlauf zwischen Flughafen und Hauptbahnhof

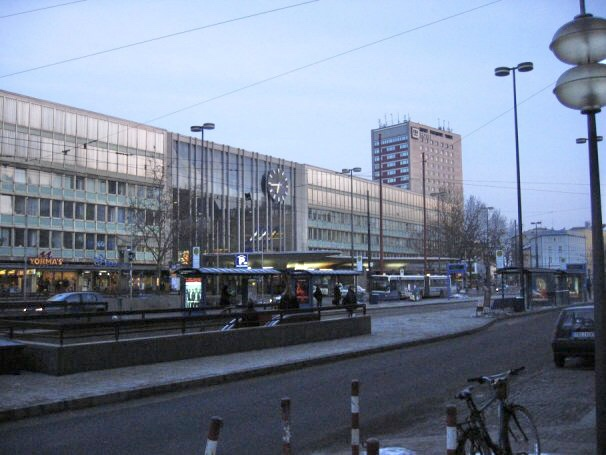
München Hauptbahnhof: Start- bzw. Zielpunkt der geplanten Trasse

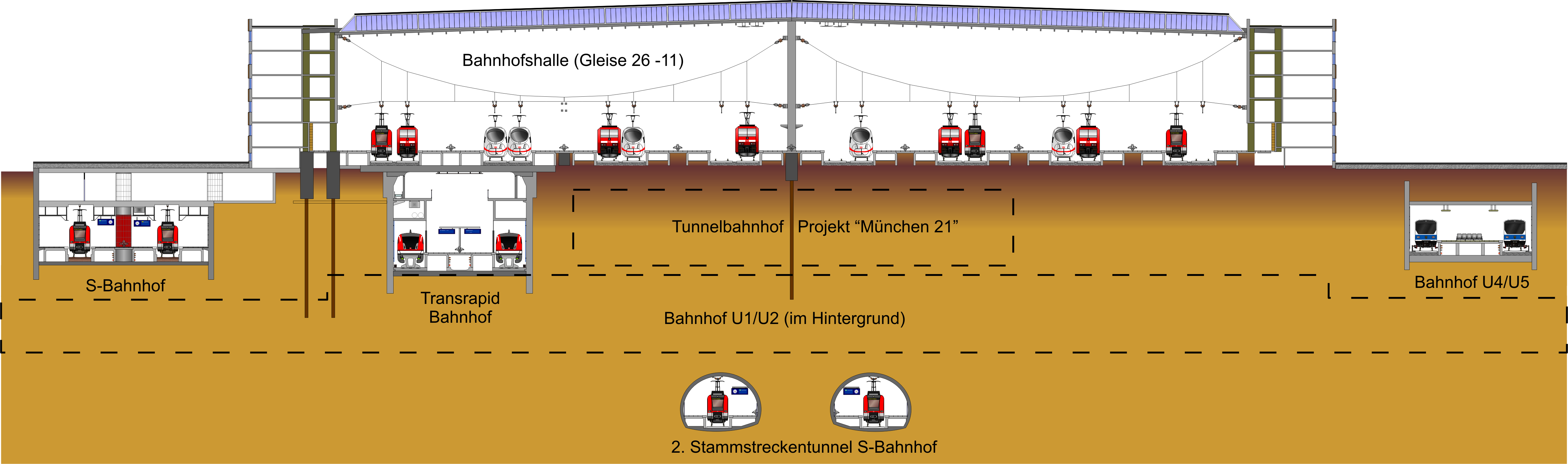
Querschnitt des Hauptbahnhofs inkl. Transrapidbahnhof

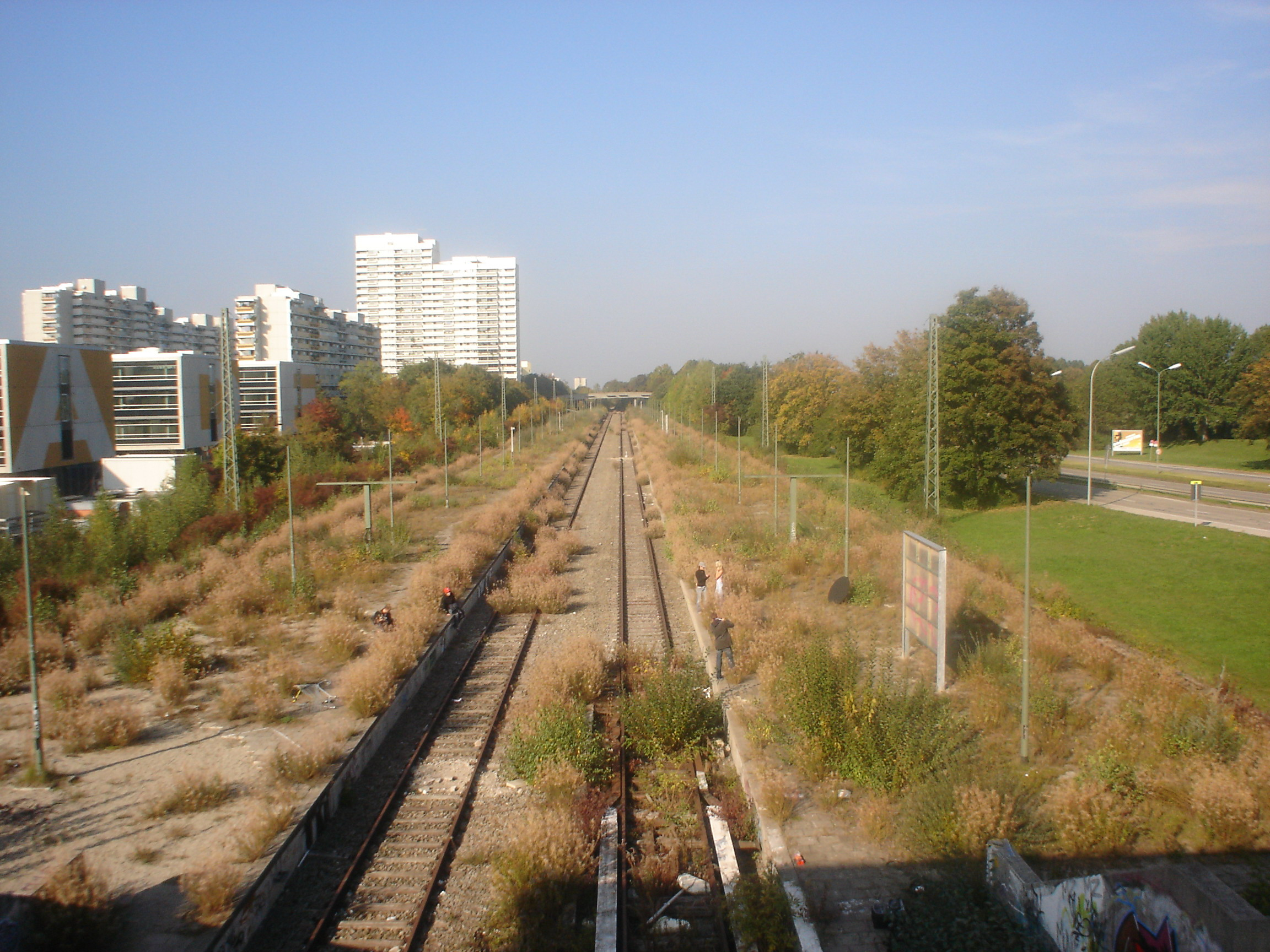
Die Trasse wäre ab der Borstei oberirdisch auf den ehemaligen Gleisen der Olympia-S-Bahnlinie verlaufen.

### Projektplan und Trassenverlauf
Ab dem Jahr 2012 war der Einsatz eines Transrapidsystems zur Flughafenanbindung in München vorgesehen. Die geplante Trasse hätte eine Länge von 37,4 km; davon hätten drei Teilabschnitte mit insgesamt 8,7 km im Tunnel gelegen.
Die Magnetschnellbahnverbindung wäre von der im Hauptbahnhof München vorgesehenen Station in nördlicher Richtung durch das Stadtgebiet überwiegend in Tunnellage verlaufen. Nach Unterquerung des Autobahndreiecks München-Feldmoching sah die Planung eine enge Trassenbündelung mit der Bundesautobahn 92 vor, in deren Verlauf die Gemeindegebiete von Oberschleißheim, Unterschleißheim, Haimhausen, Eching (Landkreis Freising), Neufahrn bei Freising, Freising und Hallbergmoos durchquert worden wären. Ab der Autobahnanschlussstelle Flughafen München sollte die Magnetschnellbahntrasse zwischen dem Flughafenzubringer der Staatsstraße 2584 und der südlich gelegenen S-Bahnstrecke zu einer im Tunnel gelegenen Station im Flughafen verlaufen.
Die Station in der Stadtmitte sollte in 18 Metern Tiefe unter den Gleisen 23 bis 26 des Hauptbahnhofs gebaut werden. Ursprünglich war als architektonische Besonderheit ein aufgeständertes Trassenende eine Ebene über den vorhandenen Bahnsteiggleisen 11 und 12 vorgeschlagen worden. Der Flächenbedarf hätte etwa 84 ha betragen. Die Untertunnelung hätte südlich des seit 1988 stillgelegten Olympiastadion-Bahnhofs an der Borstei begonnen, lokale CSU-Vertreter forderten allerdings eine Verlängerung des Tunnels zumindest nach Feldmoching. Von der Möglichkeit der Transrapidtechnologie eines geräuscharmen Betriebes im Geschwindigkeitsbereich um 100 km/h auf oberirdischen Trassen durch bestehende Bebauungen wurde in der Planung kein Gebrauch gemacht.
Die Transrapidstrecke wies keine Zwischenhaltestellen auf. Sie hätte die zentralistische Netzstruktur des auf die Innenstadt gebündelten Münchener Verkehrssystem verstärkt und wäre außer für Fahrten zum und vom Flughafen ungeeignet gewesen. Kritiker hielten deswegen Tangentialverbindungen zwischen einzelnen S-Bahn-Ästen und Verbesserungen in der Bahnanbindung insbesondere des östlichen Oberbayern über zusätzliche S-Bahn-Spangen wie auch Netzausbauten in anderen Regionen für wichtiger. Die geplante Strecke wurde von den Anliegergemeinden im Rahmen der parteiübergreifenden NordAllianz abgelehnt. Auch der damalige Vorstandsvorsitzende der Deutschen Bahn AG, Hartmut Mehdorn, argumentierte ursprünglich, eine direkte Verbindung (ohne zahlreiche Zwischenhalte) sei im Zusammenspiel mit den anliegenden Gemeinden nicht zu vermitteln.
Der Flughafen München ist nicht an den Fernverkehr der Bahn angebunden. Eine schnelle Verbindung zum Hauptbahnhof München wurde als Ersatz für den fehlenden Fernverkehrsbahnhof des Flughafens gesehen. Durch den Transrapid als drittes Verkehrsmittel hätte eine leistungsstarke Verknüpfung des Schienenverkehrs mit dem Luftverkehr erfolgen können („Intermodalität“). Reisende hätten dadurch bei einer Reise drei unterschiedliche Verkehrsmittel kennenlernen können. Für nicht aus dem Ballungsraum München kommende Fluggäste sollte dadurch die Anreise mit der Bahn attraktiver werden.

### Fahrplan, Einsatzdaten und Geschwindigkeit
Die Magnetbahn sollte bei einer Fahrzeit von zehn Minuten eine Höchstgeschwindigkeit von 350 km/h erreichen. Die zum Flughafen führenden S-Bahn-Linien 1 und 8 benötigen etwa 40 Minuten vom Hauptbahnhof, erlauben aber auch den Einstieg bei weiteren Haltestellen mit kürzerer verbleibender Fahrzeit. Nach eigenen Berechnungen des Bund Naturschutz in Bayern e. V. betrug die durchschnittliche Reisezeit von 41 wichtigen S-Bahnhöfen zum Flughafen 2007 66 Minuten. Eine Express-S-Bahn zwischen Hauptbahnhof und Flughafen würde diese durchschnittliche Reisezeit nach den Angaben auf 51 Minuten verkürzen, der Transrapid auf 44 Minuten. Die DB Magnetbahn GmbH nannte eine 15 Minuten kürzere Fahrzeit zum Flughafen mit dem geplanten Transrapid von über 70 Prozent der Münchner S- und U-Bahn-Stationen gegenüber der 2007 gegebenen Verkehrssituation.
Nach letzten Planungen sollte der Transrapid von 5 Uhr bis 23 Uhr im Zehn-Minuten-Takt verkehren. Von 4 Uhr bis 5 Uhr sowie von 23 Uhr bis 24 Uhr war ein 20-Minuten-Takt geplant. Dieses hätte 230 Fahrten täglich mit einer Gesamtfahrstrecke von ca. 8.600 km ergeben. Wären die geplanten acht Millionen Fahrgäste jährlich erreicht worden, wäre jede Fahrt mit im Mittel 95,3 Fahrgästen ausgelastet gewesen.
Nach dem veröffentlichten Geschwindigkeitsband sollte der aus München kommende Zug bereits im Stadtgebiet im Bereich Olympiapark oberirdisch mit Tempo 250 km/h betrieben werden. In Richtung Flughafen nach Feldmoching sollte von zirka Kilometer 15 bis Kilometer 27 dann eine Strecke von etwa 12 km mit Tempo 350 km/h in rund zwei Minuten durchfahren werden, ehe die Geschwindigkeit auf den verbleibenden 10 Kilometern bis Kilometer 37 (Flughafen) wieder abgebaut werden sollte. Aus München kommend würden bei Kilometer 30 bis 33 die Isar und die Isarauen gequert; streckenspezifisch hätte hier die Geschwindigkeit schon auf 200 km/h bis 250 km/h reduziert werden müssen. Die Isarauen sind ein Schutzgebiet nach der Fauna-Flora-Habitat-Richtlinie. Auch im übrigen Verlauf der geplanten Strecke außerhalb Münchens gibt es an einigen Stellen Restriktionen der fahrbaren Geschwindigkeit, da die Strecke z. B. aus Gründen des Landschaftsschutzes in für Hochgeschwindigkeit ungeeigneten Kurvenradien der Autobahn folgt. Die erreichte durchschnittliche Fahrtgeschwindigkeit hätte bei diesem Betrieb ca. 223 km/h betragen. Bei Einbeziehung der mittleren Wartezeit von fünf Minuten auf die Abfahrt eines Zuges hätte sich nach den Einsatzplanungen eine durchschnittliche Reisezeit Bahnhof–Flughafen von 15 Minuten und eine Reisegeschwindigkeit von rund 150 km/h ergeben.
Fahrgäste mit gebuchter Flugreise sollten bereits am Hauptbahnhof einchecken können.

### Fahrzeuge

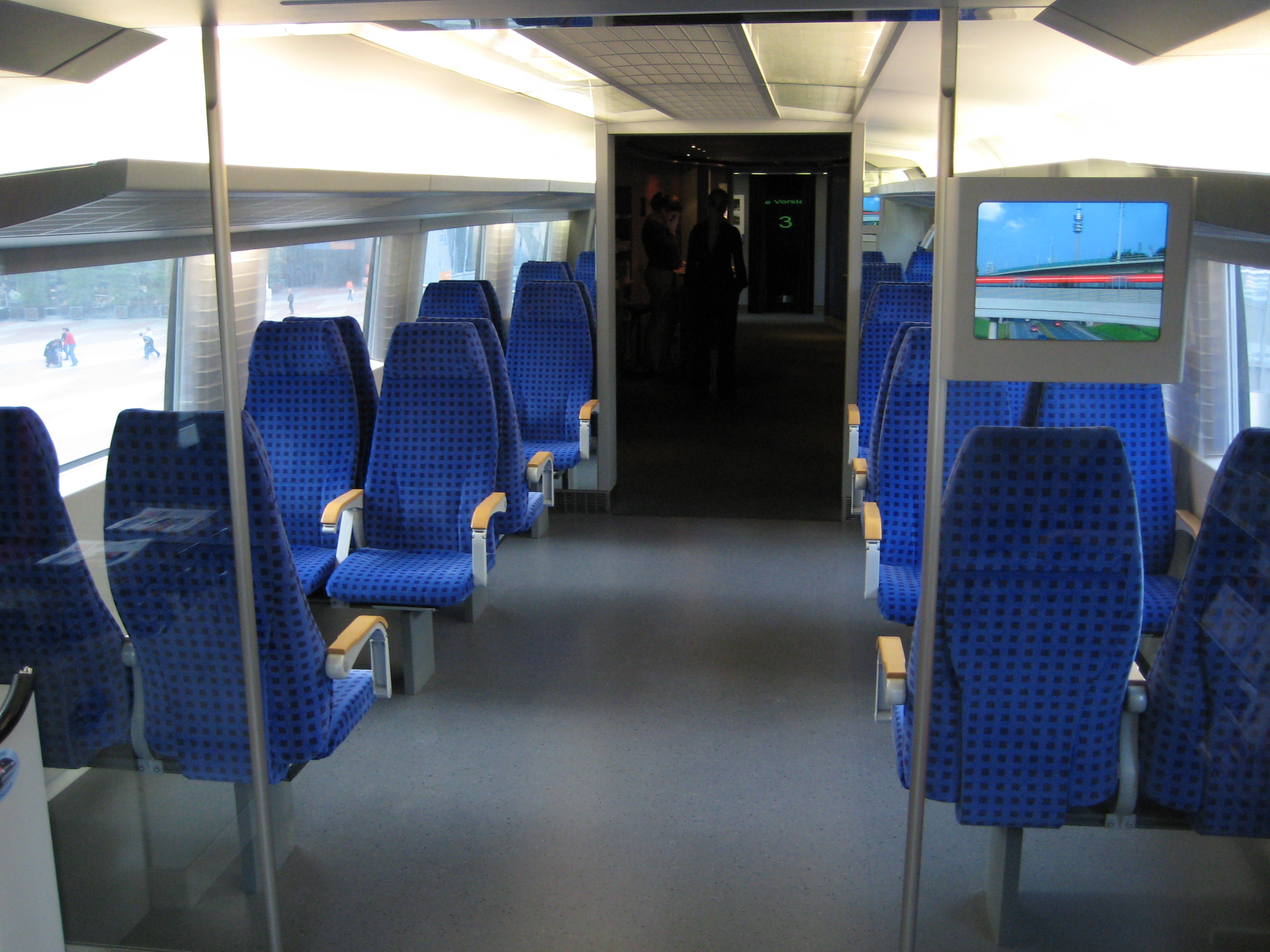
Der Innenraum des auf dem Münchner Flughafen ausgestellten Transrapid

Der Verkehr sollte mit vier Fahrzeugen und einem Ersatzfahrzeug bewerkstelligt werden. Die Fahrzeuge sollten an den Endpunkten mit einer Art Drehbühne auf die jeweils andere Fahrspur umgeschwenkt werden. Aussteigen, Umschwenken und Einsteigen sollte 10 Minuten in Anspruch nehmen; ein Fahrzeugumlauf hätte mithin 40 Minuten gedauert. Zum Einsatz auf der Strecke waren Fahrzeuge vom Typ Transrapid 09 vorgesehen. Das erste, rund 80 Meter lange und 170 Tonnen schwere Fahrzeug wurde im April 2007 vom Hersteller an die Transrapid-Versuchsanlage Emsland übergeben. Im Gegensatz zu früheren Zügen wurde dieser Prototyp besonders für die Erfordernisse des Regionalverkehrs entwickelt. So wurde die Traglast erhöht, die Türen vergrößert, Mehrzweckabteile (z. B. für: Gepäck, Kinderwagen oder Fahrräder) integriert und die Höhe der Fahrzeuge um rund 15 Zentimeter angehoben. Für den Einsatz in München waren Fahrzeuge mit rund 420 Fahrgastplätzen (davon 148 Sitzplätze) vorgesehen.

### Geplante Fahrpreise
Die Fahrkarten für den Transrapid sollten in das MVV-Tarifgefüge aufgenommen werden, wobei jedoch ein Transrapidzuschlag vorgesehen war. So sollten folgende Fahrpreise erhoben werden:
- bei Einzelfahrten 13,80 Euro (8,80 Euro für eine Einzelfahrkarte 4 Zonen + 5,00 Euro Transrapid-Zuschlag),
- bei einer Tageskarte 17,50 Euro (10,00 Euro bei Single-Tagesticket Gesamtnetz + 7,50 Euro Transrapid-Zuschlag),
- bei einer Monatskarte 163 Euro (138 Euro bei Isarcard 13 Ringe + 25,00 Euro Transrapid-Zuschlag).

(MVV-Tarif, Stand: 1. April 2007; es wären zum Teil auch andere MVV-Fahrkarten möglich gewesen)
Die Höhe des Transrapid-Zuschlages steht in der Machbarkeitsstudie aus dem Jahr 2002. Nach Angaben der bayerischen SPD sei jedoch ein Preis für eine Einzelfahrt von 17 bis 20 Euro statt 13,80 Euro Gegenstand der Planungen im Jahr 2007 gewesen.

## Projektplanung

### Planung
Anfang 2000 verfolgte die Deutsche Bahn zunächst Pläne, eine zusätzliche S-Bahn-Strecke von Osten her zum Flughafen München zu bauen. Zur Trassenfindung legte das Unternehmen drei Varianten vor und leitete zur Trassenfindung ein Raumordnungsverfahren ein.
Ende Februar 2000 verständigten sich Bund, Länder und DB AG darauf, fünf Alternativprojekte für die gescheiterte Magnetschnellbahn Berlin–Hamburg zu prüfen und darüber binnen zwei Jahren zu entscheiden. Neben einer Innenstadtanbindung des Flughafens Berlin-Schönefeld, einer Verbindung des Flughafens Hahn mit dem Flughafen Frankfurt Main sowie zwei weiteren Projekten wurde dabei auch eine Innenstadtanbindung des Flughafens München erwogen. Am 23. August 2000 vereinbarten Bundesregierung, Deutsche Bahn und die Unternehmen des Transrapid-Konsortiums die Realisierung einer Transrapid-Referenzstrecke in Deutschland.
Im Oktober 2000 lagen die Untersuchungsergebnisse der im Februar 2000 eingeleiteten Untersuchungen vor. Von den fünf Projekten sollten zwei weitergeführt und im Rahmen einer Machbarkeitsstudie mit integrierter Umweltverträglichkeitsstudie bewertet werden: Neben dem Metrorapid wurde dabei der Transrapid München weiter geplant werden. Die Entscheidung für die Planung der Magnetschnellbahn wurde 2001 durch das Bayerische Staatsministerium für Wirtschaft, Infrastruktur, Verkehr und Technologie und die Deutsche Bahn AG beschlossen.
Am 21. Januar 2002 wurden in Berlin die Ergebnisse der Machbarkeits- und Umweltverträglichkeitsstudie für den Transrapid München und den Metrorapid vorgestellt. Die Studie schätzte das Projekt als machbar ein. Der Bund sagte anschließend Investitionsmittel zu. Die Planer entschieden sich für die so genannte Westtrasse, die über eine stillgelegte S-Bahnstrecke am Olympiagelände vorbei zum Flughafen läuft. Die alternative Osttrasse über das Messegelände wurde aufgrund deutlich schlechterer Werte im Rahmen des Raumordnungsverfahrens verworfen.
Als Eckdaten des Betriebskonzepts wurden in der Machbarkeitsstudie ein 10-Minuten-Takt bei einer Fahrzeit von zehn Minuten und eine Höchstgeschwindigkeit von 350 km/h angenommen. Die Inbetriebnahme war zur Fußball-Weltmeisterschaft 2006 vorgesehen. Die Verkehrsprognose der Machbarkeitsstudie ging von 7,9 Millionen Personenfahrten (290,8 Mio. Personenkilometern) pro Jahr aus. 110,5 Mio. Pkm sollten davon vom motorisierten Individualverkehr verlagert werden. Die erwarteten Erträge sollten dabei über den Betriebskosten liegen; der volkswirtschaftliche Nutzen-Kosten-Faktor wurde mit 1,5 angegeben. In Infrastruktur und Fahrzeuge sollten 1,6 Milliarden Euro investiert werden. Der Bund hatte Gesamtmittel von 2,3 Milliarden Euro für beide Transrapid-Projekte vorgesehen; davon sollten nach Medienberichten 1,6 Milliarden auf den Metrorapid und 0,7 Milliarden Euro auf den Transrapid München entfallen.
Wesentlicher Plangrund war die Annahme einer starken Zunahme der Fluggastzahlen am Flughafen München. Der Flughafen München hatte 2006 30,7 Millionen Fluggäste. Die Prognose von über 50 Millionen Fluggästen im Jahr 2020, aus der der Bedarf für den Transrapid abgeleitet ist, war Gegenstand von Kritik.
Zählungen und Hochrechnungen ergaben zirka 6,2 Millionen Fahrgäste der S-Bahn auf der Flughafenlinie im Jahr 2003. Der Antrag der Planfeststellung prognostiziert auf Basis der Annahme der Steigerungen im Flugverkehr für das Jahr 2020 sechs Millionen Fahrgäste der S-Bahn und acht Millionen Fahrgäste des Transrapid. In Einwendungen gegen die Planfeststellung wurde ein hinreichender Plangrund bezweifelt. Die Prognose der Fluggastzahlen wurde von den Einwendern angezweifelt und es wurde darauf hingewiesen, dass die bereits vorhandene Kapazität der S-Bahn mit max. 9.600 Fahrgästen stündlich in jede Richtung ausreichend sei und die Kapazität des geplanten Transrapid mit ca. 2.700 Fahrgästen stündlich in jede Richtung übertreffe. Neuplanungen seien nach anerkannten Richtlinien erst bei über 60 % Auslastung vorhandener Verkehrskapazitäten erforderlich; die Auslastung der beiden S-Bahnlinien zum Flughafen liege unter 30 %. Der Flughafen sei mit stündlich sechs Zügen in jede Richtung über zwei S-Bahnlinien hinreichend an das Stadtzentrum angebunden.
Die Planung wurde der Bayerischen Magnetbahnvorbereitungsgesellschaft mbH (BMG) übertragen, hälftig im Eigentum des Freistaats Bayern und der DB AG. Nach Abschluss des Raumordnungsverfahrens, Mitte 2002, wurde ab Oktober 2003 die Planfeststellung vorbereitet. Anfang 2003 war die Inbetriebnahme dabei für das Jahr 2009 geplant. Mitte 2003 einigten sich die Deutsche Bahn AG und das Land Bayern, dass die DB AG als Bauherr, Eigentümer und Betreiber des Projektes fungieren solle.
2005 wurden die Vorbereitungsarbeiten in die DB Magnetbahn GmbH (DB MB) ohne weitere Beteiligung des Landes Bayern überführt. Diese Gesellschaft fungierte als Magnetschnellbahn-Unternehmer im Sinne der Magnetschwebebahn-Bau- und Betriebsordnung (MbBO). Das Planfeststellungsverfahren hierzu begann mit der Beantragung der Planfeststellung für die ersten beiden von fünf Abschnitten beim Eisenbahn-Bundesamt durch die Deutsche Bahn am 28. Februar 2005. Am 24. Mai 2006 trat der Aufsichtsrat der DB Magnetbahn GmbH zu seiner konstituierenden Sitzung zusammen.
Das Eisenbahn-Bundesamt genehmigte im April 2007 das am 23. Juni 2005 zur Genehmigung eingereichte Sicherheitskonzept der Strecke.
Alle durch geplante Baumaßnahmen betroffenen Gemeinden hatten Ende März 2006 Unterlagen für die Beteiligung und Anhörung im Planfeststellungsverfahren erhalten. Diese wurden vom 27. April 2006 bis 26. Mai 2006 in den betroffenen Gemeinden und im Münchner Stadtmuseum ausgelegt. Es wurden 23.527 Einwendungen von Kommunen, Verbänden und Bürgern registriert, 93 Prozent davon waren Sammel- und Masseneinwendungen. Das Anhörungsverfahren im Ballhaus Unterschleißheim begann am 26. Februar 2007 und endete nach 73 Verhandlungstagen am 19. Juli 2007. Die Anhörungen wurden auf insgesamt mehr als dreitausend Seiten protokolliert. Das öffentliche Interesse am Anhörungsverfahren erwies sich als gering. Rund 70 Bürger brachten im Laufe des Verfahrens ihre Beschwerden persönlich vor.
Die Regierung von Oberbayern, die für das Anhörungsverfahren und die Beurteilung der Einwendungen gegen die Transrapid-Planung zuständig war, teilte im Januar 2008 mit, dass die Prüfung von 23.527 Einwendungen abgeschlossen sei und die Unterlagen an das zuständige Eisenbahn-Bundesamt weitergeleitet worden seien. Aufgabe der Regierung von Oberbayern war es auch, Lösungsmöglichkeiten für Einwendungen aufzuzeigen, die als juristisch relevant beurteilt wurden. Dieses können Maßnahmen wie zusätzliche Lärmschutzwände oder verlängerte Tunnel sein, die das Projekt im Fall der Aufnahme in den Planfeststellungsbeschluss erheblich verteuert hätten. Zahlreiche Einwendungen thematisieren die befürchtete Lärmbelästigung von Anwohnern entlang der Strecke.
Als Reaktion auf die Einwendungen wurden vom Vorhabenträger etliche Planänderungen vorgenommen. Die Verlegung von Rettungsschächten zur Entschärfung von Konflikten mit Grundstückseignern wurde als Beispiel genannt. Die Regierung von Oberbayern hielt ein erneutes öffentliches Anhörungsverfahren nicht für erforderlich. Bis Mitte 2008 sollte, auf Grundlage einer abgeschlossenen technischen Planung und daraus abgeleiteter Gesamtinvestitionskosten eine Grundlage für die Auftragsvergabe an die beteiligten Industrieunternehmen vorliegen.
Die Planfeststellungsbeschlüsse sollten, nach Betreiberangaben, bis Mitte 2008 erlassen werden. Der Baubeginn sollte nach Angaben der DB AG Ende 2008 erfolgen.
Enteignungen oder Umsiedlungen waren nicht vorgesehen. Die reine Bauzeit wurde mit vier Jahren kalkuliert.
Die Zeitplanung war mit großen Unsicherheiten durch ungeklärte Finanzierungsfragen, damals offene Rechtsfragen im Zusammenhang mit dem beantragten Volksentscheid gegen das Projekt und durch mögliche Auflagen im Planfeststellungsbeschluss belastet. Ferner hätten die von der Stadt München und den betroffenen Gemeinden angekündigten Klagen gegen einen eventuellen positiven Planfeststellungsbeschluss das Projekt um Jahre verzögern können.
Am 27. März 2008 wurde das Projekt auf Grund der Kosten aufgegeben.

### Kosten und Finanzierung
Die Machbarkeitsstudie war von Gesamtkosten in Höhe von rund 1,6 Milliarden Euro ausgegangen.
Die geplanten Kosten für das Projekt lagen laut Planungsunterlagen Stand September 2007 bei 1,85 Milliarden Euro. Diese Summe wurde 2004 aus der Machbarkeitsstudie von 2002 abgeleitet. Der Bund plante, sich mit 550 Millionen Euro an dem Projekt zu beteiligen. Eine präzise Kostenschätzung, auf deren Basis eine Entscheidung über die Realisierung des Projekts gefällt werden sollte, soll nach Abschluss der Entwurfsplanung Ende 2005 vorgelegt werden (Stand: Anfang 2005).
Die Gesamtinvestitionssumme von 1,85 Milliarden Euro wurde von Kritikern angezweifelt; Beträge zwischen 2,2 und 2,5 Milliarden Euro wurden häufig genannt. Nach Darstellung von Christian Ude, Oberbürgermeister der Stadt München, ging man auch in den zuständigen Ministerien in Berlin und Bonn Anfang des Jahres 2008 von 2,2 Milliarden Euro aus. Nach Angaben von Günther Beckstein im Januar 2007 sollte hingegen in den 1,85 Milliarden Euro bereits ein Risikozuschlag im dreistelligen Millionen-Euro-Bereich enthalten sein. Nach Angaben der Bundesregierung von Anfang März 2008 konnten die Bundesmittel für den Transrapid München ohne negative Folgen für andere Investitionsprojekte aufgebracht werden. Sollte das Transrapid-Projekt nicht realisiert werden, würden die Bundesmittel klassischen Verkehrsträger zugeführt werden. Die Entscheidung über die Mittelverwendung in diesem Fall würde auf Grundlage des Bundesverkehrswegeplans getroffen. Eine Umwidmung der Bundesmittel für eine Express-S-Bahn sei, aufgrund der Zuständigkeit der Länder für den Nahverkehr, nicht möglich.
Ende 2003 erklärte die EU das Projekt zum Teil der Transeuropäischen Netze. Gleichzeitig wurde ein Zuschuss von 7,5 Millionen Euro für die Vorbereitung und Durchführung des Planfeststellungsverfahrens freigegeben.
Von der 2004 erfolgten Kostenschätzung von 1,85 Milliarden Euro waren bis 24. September 2007 rund 1,7 Milliarden Euro im Rahmen einer Realisierungsvereinbarung zugesagt. Der Betreiber Deutsche Bahn sollte demnach 235 Millionen Euro in das Projekt investieren, der Bund hatte in seinem Haushalt 925 Millionen (aus einem Sonderfinanzierungstopf) vorgesehen, der Anteil des Freistaats (finanziert über Privatisierungserlöse) lag bei 490 Millionen. Die beteiligten Industriefirmen Siemens und ThyssenKrupp sollten je 25 Millionen Euro beisteuern. Etwa 100 Millionen Euro sollte die Flughafengesellschaft zur Finanzierung beitragen, was die Landeshauptstadt München als Mitgesellschafter (23-%-Anteil) des Flughafens jedoch verhindern wollte. Mit der Finanzierung aus Sondermitteln und Privatisierungserlösen wäre der Bau des Transrapid München, nach Angaben der Betreibergesellschaft, nicht zu Lasten des öffentlichen Nahverkehrs gegangen. Im Gesellschaftervertrag des Flughafens soll die notwendige Einstimmigkeit für Ausbauvorhaben vereinbart sein. Die Stadt München sah in dem Transrapidbahnhof auf dem Flughafengelände ein Einstimmigkeit erforderndes Ausbauvorhaben bei Beteiligung des Flughafens.
Am 25. September 2007 wurde verkündet, dass die letzte Finanzierungslücke (auf Basis der Kosten von 2004) geschlossen sei. Bundesverkehrsminister Wolfgang Tiefensee erklärte, die Vereinbarung sei „ein weiterer Schritt zur Realisierung des Transrapid“, die „endgültige Ausgaben- und Risikostruktur“ müsse noch vor Baubeginn geklärt werden. Ministerpräsident Beckstein betonte, er werde einer weiteren Erhöhung der Landesmittel auf keinen Fall zustimmen.
Kritisiert wurde das geringe finanzielle Engagement der Transrapid-Hersteller ThyssenKrupp und Siemens vor dem Hintergrund der insbesondere von ihnen betonten Bedeutung einer Strecke in Deutschland für weitere Aufträge aus dem Ausland.
Die DB AG und das Herstellerkonsortium GSV unter Führung von Hochtief, mit Siemens, ThyssenKrupp, Bilfinger Berger und Max Bögl wollten das Vorhaben als Zielkostenprojekt realisieren und traten daher in einen vertieften Design-to-Cost-Prozess ein, wobei das Projekt auf den zur Verfügung stehenden Finanzrahmen optimiert werden sollte. Am 28. April 2008 sollte eine aktualisierte Kostenschätzung vorgelegt werden, Mitte 2008 wollte das Industriekonsortium einen Festpreis bekannt geben, zu dem sie das Vorhaben in der von ihnen definierten Version zu errichten bereit gewesen wären. Zur Ausarbeitung des Angebots wurden dem Konsortium Unterlagen im Umfang von 162 Umzugskartons übergeben.
Durch die am 26. März 2008 bekannt gewordenen neuen Kostenschätzungen von 3,4 Milliarden Euro wurden das vorherige Finanzierungskonzept und ein weiterer Design-to-Cost-Prozess gegenstandslos.

## Projektbewertung

### Wirtschaftlichkeit des Münchener Transrapid

#### Standardisierte Bewertung
Im Rahmen der standardisierten Bewertung (Standi) wurde für den Transrapid München ein NKV-Wert (Nutzen-Kosten-Verhältnis) von 1,5 angegeben. Dabei wurden auch transrapid-spezifische Effekte außerhalb des Projekts (Referenzwirkung, vermehrter Export) angenommen, die nicht der normalen standardisierten Bewertung entsprechen. Ansonsten wäre das Ergebnis unter 1 geblieben und damit nicht förderungswürdig, so der Bundesrechnungshof.

#### Vergleich zur Rad/Schiene-Technik
Eine reguläre Ausschreibung des Münchner Transrapidprojekts in Konkurrenz zu anderen (Rad-Schiene- oder Magnetbahn-) Technologien wurde nicht durchgeführt, was bereits 2006 einen Schriftverkehr der EU-Kommission mit der Bundesregierung zur Folge hatte.
Der Infrastruktur-Investitionsbedarf um einen Personenkilometer pro Jahr (1 Pkm/a) von der Straße auf die Schiene zu verlagern, sollte laut Transrapid-Kritiker Rudolf Breimeier für diesen Regio-Transrapid etwa um das 6fache höher als bei Eisenbahnneubaustrecken (NBS Köln–Rhein/Main 2,00 Euro, Metrorapid und Transrapid München um 12,60 Euro) sein.
Am 22. März 2006 stellte Münchens Oberbürgermeister Ude ein Alternativkonzept für die von der Stadt abgelehnte Transrapid-Planung vor, das von dem Berliner Verkehrsplaner Jürgen Siegmann entwickelt worden war. Als München Airport Express (MAEX) sollte der Hauptbahnhof im 15-Minuten-Takt über Express-S-Bahnen mit dem Flughafen verbunden werden. Mit drei bis vier Zwischenhalten sollten die Züge über den zweiten Stammstreckentunnel, den Leuchtenbergring und Ismaning (entlang der Linie S8) den Flughafen in rund 25 Minuten erreichen. Die geplanten Investitionskosten wurden mit 625 Millionen Euro angegeben. Der MAEX beinhalte auch bereits vorgesehene Ausbaumaßnahmen für 235 Millionen Euro für den Güterverkehr und den so genannten Erdinger Ringschluss. Laut der bayerischen Verkehrsministerin Müller hätte der Freistaat Bayern bei einer Express-S-Bahn aber 400 Millionen Euro mehr investieren müssen als für den vom Bund mitfinanzierten Transrapid. Nur für eine Express-S-Bahn, nicht aber beim Transrapid müsste Bayern auch zusätzliche jährliche Bestellerentgelte von etwa 20 Millionen Euro übernehmen. Die bayerische Staatsregierung hat deshalb keine weiteren vertiefenden Planungen bezüglich einer Express-S-Bahn durchgeführt. Die Argumentation der Bayerischen Staatsregierung beruhte allerdings auf Kostenprognosen für den Transrapid, die sich im März 2008 als unzutreffend herausstellten.

#### Wirtschaftlichkeit des Betriebes
Eine Wirtschaftlichkeitsrechnung der Bahn aus dem Jahr 2005 ging von 22 Millionen Euro Bruttogewinn aus. Dabei wurden jährliche Kosten von 41 Millionen Euro und Erlöse von 63 Millionen Euro avisiert. Bei den Kosten wurden nur die Refinanzierung der bahnspezifischen Investitionskosten (etwa 10 % der Gesamtsumme) einbezogen, ohne Zins und Tilgung auf die Beiträge von Bund und Freistaat. Deren Beiträge wurden als „nicht rückzahlbare Zuwendungen“ (vergleichbar dem Vorgehen bei Fernverkehrsstrecken) ausgebucht. Die Bahn wollte zudem die Strecke „ergebnisneutral“ nach 20 Jahren an die Bundesrepublik zurückgeben.
Das Unternehmen rechnete im Jahr 2020 mit etwa acht Millionen Fahrgästen, davon 80 Prozent Fluggäste.
Bahnchef Mehdorn hatte als Argument für das Transrapid-Projekt u. a. angeführt, bei einem Zehn-Minuten-Takt weniger Zuggarnituren zu benötigen und damit im Betrieb eine höhere Wirtschaftlichkeit als bei einer S-Bahn zu erreichen.
Unter Einbeziehung von zumindest anteiligen Kosten der Finanzierung und Abnutzung der Strecke hätte sich kein wirtschaftlicher Betrieb ergeben. Auch bei Einbeziehung der Mindererlöse des S-Bahn-Betreibers durch abwandernde Fahrgäste sollte sich laut einem Kritiker keine Wirtschaftlichkeit des Betriebes mehr ergeben.

### Umweltbilanz
Das Projekt erforderte unabhängig vom Verkehrsmittel jedoch aus physikalischen Gründen einen hohen Energieeinsatz, da der Energieverbrauch mit dem Quadrat der Geschwindigkeit zunimmt und der erhebliche Energieaufwand zur Beschleunigung der Fahrzeugmasse und der Nutzlast auf 350 km/h für eine nur kurze Fahrstrecke und einen nur geringen Zeitgewinn anfällt.
Der stellvertretende energiepolitische Sprecher der SPD-Bundestagsfraktion, Axel Berg, nannte einen vierfach höheren Energieverbrauch des Transrapid auf der Kurzstrecke in München gegenüber der S-Bahn. Der Bund Naturschutz in Bayern e. V. publizierte nach eigenen Berechnungen einen Gesamtenergieverbrauch einer ohne Halt vom Hauptbahnhof München zum Flughafen fahrenden S-Bahn von 380 kWh gegenüber angeblich 1400 kWh des Transrapid. Das Transrapidkonsortium hat keine detailgenauen Daten herausgegeben.
Die Annahme dieses Wertes bei der geplanten jährlichen Fahrleistung und dem geplanten jährlichen Fahrgastaufkommen entspräche ca. 0,389 kWh je Passagierkilometer oder einem Benzinäquivalent von ca. 4,37 l je 100 Passagierkilometer. Für die Ende der 1990er Jahre geplante und für die Konzeption des Transrapid besser geeignete Strecke Hamburg-Berlin wurde bei Annahme einer Auslastung wie bei den ICE-Strecken ein Benzinäquivalent von 3,2 l je 100 Passagierkilometer gegenüber damals 2,5 l des ICE berechnet. Der leichtere und besser ausgelastete TGV kam schon damals mit 1,5 l je 100 Passagierkilometer aus.
In der Machbarkeitsstudie des Projektes wurde der jährliche Gesamtenergiebedarf des Verkehrssystems mit 138 GWh beziffert. Setzt man diesen Wert in Relation zur beabsichtigten Transportleistung von acht Millionen Fahrgästen über jeweils 37,4 km ergibt sich ein Energieaufwand von 0,461 kWh je Personenkilometer oder ein Benzinäquivalent von ca. 5,2 l je 100 Passagierkilometer.
Für die Umweltbewertung ist allerdings der Primärenergieeinsatz relevant. Dabei müssen z. B. Verluste bei der Verstromung von Stein- und Braunkohle, die im Strommix der Bahn 2006 einen Anteil von 47 % haben, sowie Verluste beim Stromtransport berücksichtigt werden. Der durchschnittliche Wirkungsgrad deutscher Kohlekraftwerke, von denen einige im Fokus internationaler Kritik stehen, soll 38 % betragen. Solche Verluste fallen bei Verbrennungsmotoren vorwiegend im Fahrzeug an und sind anders als bei Elektrotraktion bereits Teil des am Fahrzeug gemessenen Verbrauchs. Die genauen Faktoren zur Umrechnung des Energieverbrauchs des Fahrzeuges in Primärenergieverbrauch sind in den publizierten Umweltkennzahlen der Bahn 2006 nicht genannt; der Primärenergiefaktor für Strom ist nach EnEV (Energieeinsparverordnung) 2,7. Der Primärenergieverbrauch des Transrapid kann auch beim speziellen Strommix der Bahn als das zirka 2,7fache des am Fahrzeug gemessenen Verbrauchs angenommen werden. Für den gesamten Personennahverkehr nennt die Bahn für 2006 einen durchschnittlichen Primärenergieverbrauch von 1,48 MJ (0,41 kWh) je Personenkilometer, was 4,7 l Benzinäquivalent je 100 Personenkilometer entspricht. Ein wesentlich höherer Verbrauch ist für den energieintensiv betriebenen Transrapideinsatz in München wahrscheinlich. Der Anteil von 32 % Kernenergie und 13 % regenerativer Energieträger am Strommix der Bahn ist ein wesentlicher Faktor für geringere CO2-Emissionen je Personenkilometer als bei Verkehrsmitteln, die ausschließlich fossile Energieträger benutzen.
Möglicherweise waren unwirtschaftliche Energieaufwendungen ein Grund für die in München mit 350 km/h gegenüber Shanghai mit 430 km/h geringere geplante Höchstgeschwindigkeit im Linienverkehr. Eine Verkürzung der in München geplanten Fahrzeit von 10 Min. um 10 % auf 9 Min. sollte einen Energiemehrverbrauch von rund 30 % zur Folge haben.
Umweltfaktoren wie Schallemissionen und Flächenverbrauch waren kaum bewertbar, da ein zu vergleichender alternativer Ausbau der Verkehrsanbindung des Flughafens nicht geplant wurde. Die Fraktion der SPD im Bayerischen Landtag hielt den geplanten Transrapideinsatz auf der Kurzstrecke in München für ökonomisch und ökologisch unvertretbar und verlangte die Erstellung einer Studie zu Umweltfolgen und Ressourcenverbrauch von Bau und Betrieb der Strecke.
Das Eisenbahnbundesamt verweigerte eine Einsicht in die umweltspezifischen und technischen Daten des Transrapid, was zu einer Beschwerde von Kritikern bei der EU-Kommission führte.
Eine Nachfrageprognose aus dem Jahr 2004 ging davon aus, dass 30 Prozent der Transrapid-Reisenden vom Pkw umsteigen würden. Die Planungen gingen von drei Millionen Autofahrten pro Jahr aus, die auf den Transrapid verlagert werden sollten. Die Annahme, der Transrapid sei anders als die S-Bahn für PKW-Benutzer attraktiv, war ein wesentliches umweltpolitisches Argument der Befürworter des Münchner Transrapid-Projekts.

### Sicherheitskonzept
Für das Magnetbahnprojekt in München wurde erstmals in Deutschland ein Sicherheitskonzept für ein spurgebundenes Verkehrssystem erstellt und genehmigt. An der Erarbeitung des Konzepts waren unter anderem Transrapid International, die Deutsche Bahn AG sowie das Bayerische Staatsministerium des Inneren (als Vertreter der Feuerwehren) beteiligt. Das Konzept wurde am 23. Juni 2005 dem Eisenbahn-Bundesamt zur Genehmigung vorgelegt und nach Prüfung am 20. April 2007 genehmigt.
Die Risikoanalyse kommt zu dem Schluss, dass die Magnetschnellbahn wenigstens gleich hohe Sicherheit wie konventionelle Rad-Schiene-Systeme erreicht. Als Gründe gelten hierfür unter anderem der automatische Betrieb, die Entgleisungssicherheit, nicht vorhandene höhengleiche Kreuzungen sowie Schutzmaßnahmen in Bündelungsbereichen bzw. Kreuzungen mit anderen Verkehrsträgern.
Ende Juni 2007 wies das Oberverwaltungsgericht für das Land Nordrhein-Westfalen eine Klage der Transrapid Einwender-Gemeinschaft ATEG auf Einsichtnahme in das Sicherheitskonzept der Strecke ab.

## Politisches Umfeld, gesellschaftliche Akzeptanz und Marketing
Die Bundesregierungen Schröder und Merkel und die Bayerische Staatsregierung unterstützten das Projekt. Der Oberbürgermeister von München und die Koalition aus SPD und Grünen im Stadtrat von München gehörten zu den schärfsten Kritikern des Projekts.
Die CSU setzte unter anderem auf die Wirkung als „technologischer Leuchtturm“ und betonte auch (u. a. gegenüber parteiinternen Kritikern wie Peter Gauweiler), den Transrapid weder durch eine Erweiterung des in der Innenstadt München geplanten Tunnels verteuern noch auf Kosten regionaler Verkehrsprojekte durchsetzen zu wollen. Ebenso befürwortete ihn die Bundes-SPD, wohingegen die bayerische SPD zu den Kritikern wechselte. Die bayerischen Grünen waren gegen das Transrapid-Projekt in München, die Bundespartei unterstützte dieses während ihrer Regierungsbeteiligung in der rot-grünen Koalition. Die FDP war auf Landes- und Bundesebene für das Projekt.
Die Münchener Stadtregierung trat für eine Express-S-Bahn zum Flughafen als Alternative ein, was der Freistaat als Aufgabenträger für den Schienenpersonennahverkehr ablehnte. Die Stadt München hatte die Absicht, zwei Klagen gegen die geplante Strecke einzureichen und sich als Teilhaber beim Flughafen gegen dessen Projektbeteiligung auszusprechen. Vom Münchner OB Ude wurde der Verzicht auf den Transrapid auch zugunsten des laut der aktuellen Bahnplanung auf 2022 verzögerten Großprojekts Zweite S-Bahn Stammstrecke München gefordert.
Das Transrapidprojekt hatte seit Beginn der Planungen gesellschaftliche Akzeptanzprobleme über die betroffenen Anlieger hinaus; eine Umfrage des Meinungsforschungsinstitutes Forsa ermittelte im September 2007 eine Ablehnung des Projektes von 58 % der in Bayern repräsentativ Befragten. Der von der Wirtschaft getragene Verein „Bayern pro Rapid“ sollte öffentlichkeitswirksam für den Transrapid werben. Der Verein wurde unter anderem gestützt vom Präsidenten der TU München Wolfgang Herrmann und dem Verein „Mobil in München“.
Die Transrapidkontroverse war ein zentrales Thema des Kommunalwahlkampfes in München (Wahltermin 2. März 2008). Münchens Oberbürgermeister Christian Ude (SPD) wurde mit 66,7 Prozent der abgegebenen Stimmen in seinem Amt bestätigt, auf seinen Herausforderer Josef Schmid (CSU) entfielen 24,5 Prozent. Sowohl Josef Schmid als auch der Münchner Vorsitzende der Jungen Union, Tobias Weiß, brachten das schlechte Wahlergebnis der CSU in München unter anderem mit deren Eintreten für das Transrapid-Projekt in Verbindung. Es sei nicht gelungen, die Vorteile des unpopulären Projektes zu vermitteln. Bayerns Ministerpräsident Günther Beckstein wollte im Münchner Wahlergebnis hingegen kein Votum gegen das Projekt sehen. Das überraschende Ende des unpopulären Projektes wenige Tage nach der Kommunalwahl wurde in der politischen Debatte häufig als Opportunismus der CSU in Hinblick auf im Herbst 2008 stattfindende Landtagswahlen gedeutet.

### Volksbegehren
Am 29. November 2007 begann die Unterschriftensammlung für ein Volksbegehren gegen die Magnetschwebebahn. Am 20. Dezember 2007 wurde das Volksbegehren „Für Bayern – Nein zum Transrapid“ beim Bayerischen Staatsministerium des Inneren beantragt. Das Ministerium kam Anfang Januar 2008 zu der Einschätzung, das beantragte Volksbegehren verstoße gegen die Bayerische Verfassung. Am 21. Januar legte das Innenministerium seine Einschätzung dem Bayerischen Verfassungsgerichtshof vor, der das Volksbegehren am 4. April 2008 für unzulässig erklärte. Das Begehren verstoße gegen Artikel 73 der Bayerischen Verfassung, wonach über den Staatshaushalt kein Volksbegehren stattfinden dürfe. Lediglich die Subvention des Projektes mit 490 Millionen Euro war eine mit der geplanten Magnetbahn verbundene Entscheidung der Bayerischen Staatsregierung. Diese Subvention wollte das Volksbegehren untersagen. Formal war es zudem ein Projekt der Bundesregierung. Ein Volksbegehren gegen das Vorhaben an sich war nicht möglich, da Volksbegehren nach der bayerischen Verfassung keine Bundesangelegenheiten zum Gegenstand haben können.
Die Entscheidung ist wegen der erfolgten Aufgabe des Projekts ohne aktuelle Bedeutung. Finanzielle Beteiligungen des Landes Bayern an Projekten der Bundesregierung können jedoch auch künftig nicht mit einem Volksbegehren verhindert werden.

### Bürgerbegehren
Die Bürger der Stadt München sollten in einem vom Stadtrat angesetzten Bürgerbegehren entscheiden, ob die Stadt München die rechtlichen Mittel gegen die Planfeststellung ausschöpfen sollte. Das wäre auch ohne Bürgerbegehren möglich gewesen, die Stadt München wollte durch die Abstimmung jedoch demonstrieren, dass der Bau der Transrapidstrecke gegen den Willen der Bürger der Stadt München erfolgt wäre. Das für den 13. April 2008 anberaumte Bürgerbegehren wurde bei bereits laufender Abstimmung durch Briefwähler am 9. April 2008 vom Stadtrat der Stadt München abgesagt. Die DB Magnetbahn GmbH hatte angekündigt, die Einstellung der Planfeststellung am 8. April zu beschließen und am 9. April zu vollziehen. Damit war die geplante Abstimmung gegenstandslos geworden.

### Marketing

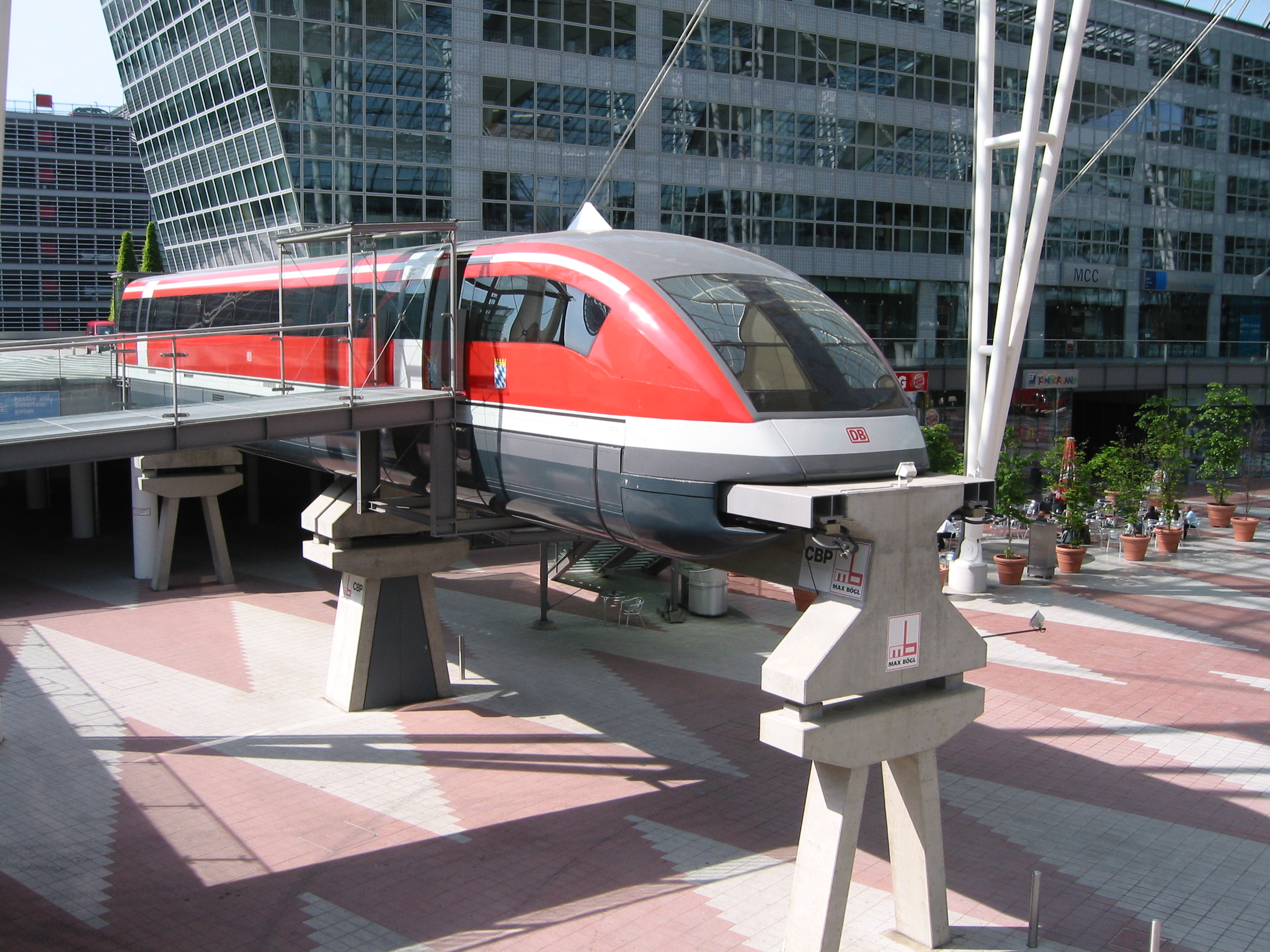
Transrapid 07 als Info-Center im München Airport Center am Flughafen München

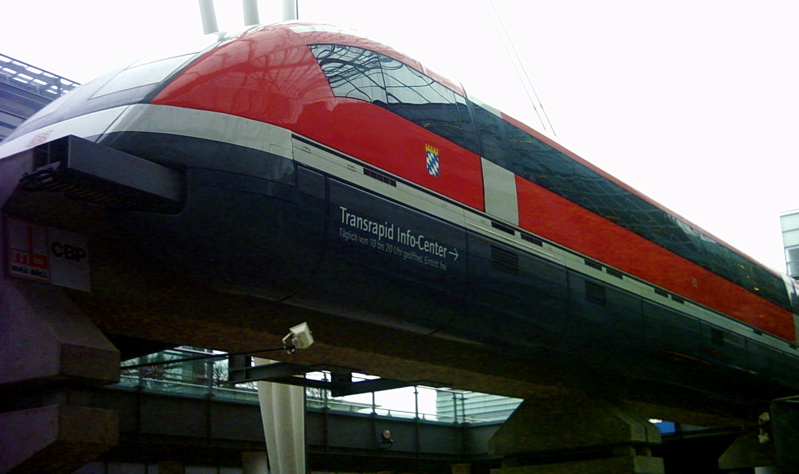
Transrapid-Infocenter am Flughafen

2002 wurde die Sektion I des Transrapid 07 rot umlackiert, um auf einem von Max Bögl hergestellten Stück aufgeständerter Trasse im München Airport Center vor dem Terminal 2 des Münchner Flughafens für den Transrapid München zu werben. In München wurde das im Inneren eingerichtete Informationszentrum zu Hochzeiten von mehr als 1000 Menschen täglich besucht, insgesamt von etwa 1,4 Millionen. Im Fahrzeug befanden sich neben einer Ausstellung, einer Informationstheke und einem aus den Passagiersitzen bestehenden Sitzbereich auch ein Filmvorführungs-Bereich im Führerstand, der eine virtuelle Fahrt mit dem Transrapid zeigte. Ursprünglich sollte auch die Sektion II des Fahrzeugs, welche zuvor in Essen und Bochum für das Metrorapid-Projekt geworben hatte, nach München gebracht werden, um dort im Hauptbahnhof als weiteres Informationszentrum zu dienen, sodass beide Sektionen am Start- und Endpunkt der geplanten Trasse in München gestanden hätten.
Die Sektion wurde nach dem Ende des Projekts zwei Monate zuvor im Mai 2008 zu einem symbolischen Preis von einem Euro an die Firmengruppe Max Bögl verkauft und 2009 auf dem Gelände der Firma in Sengenthal aufgestellt.

## Einstellung des Projekts
Am 27. März 2008 erklärten Bundesverkehrsminister Wolfgang Tiefensee (SPD) und Bayerns Ministerpräsident Günther Beckstein (CSU) in Berlin, dass das Projekt Transrapid München gescheitert sei. Als wesentlicher Grund hierfür wurden die erheblich gestiegenen Kostenprognosen und das mithin unhaltbar gewordene Finanzierungskonzept genannt.
Die Verantwortlichen aller Unternehmen des Industriekonsortiums hatten noch im September 2007 die Plankosten von 1,85 Milliarden Euro als erreichbar qualifiziert, was im Widerspruch zu den im März 2008 genannten 3,4 Milliarden Euro stand. Letzte Vorschläge zur Umplanung, wie etwa der von Ekkehard Schulz ins Spiel gebrachte Pendelbetrieb auf einer einspurigen Trasse, der einen 30-Minuten-Takt notwendig gemacht hätte, wurden abgelehnt.
Der Vorstandsvorsitzende von Siemens, Peter Löscher, wies die Schuld der beteiligten Bauindustrie zu. Die Systembetreiber hätten ihre Kalkulation eingehalten.
Die gestiegenen Kostenprognosen betrafen insbesondere Tunnel, Erdarbeiten und Gebäude. Als Beispiele für Mehrkosten wurde die Untertunnelung des Münchner Hauptbahnhofs, verstärkter Lärmschutz, längere Tunnel und dickere Pfeiler der aufgeständerten Fahrbahn genannt. Für den Bau von Trasse und Tunnel wurden im September 2007 noch 820 Millionen Euro veranschlagt, während im März 2008 Baukosten von mindestens 2,2 Milliarden Euro genannt wurden. Das Unternehmen Hochtief teilte mit, es sei an damaligen Kostenschätzungen über 1,85 Milliarden Euro gar nicht beteiligt gewesen und mithin für frühere Fehlkalkulationen nicht verantwortlich. Ein Expertengutachten im Auftrage des Bundesverkehrsministeriums aus dem Jahr 2001 sei Grundlage aller Planzahlen gewesen. Experten der Bahn hätten dieses im Jahr 2004 überarbeitet. Nach Auskunft der Bauunternehmen waren allein die Materialkosten für Beton und Stahl teurer als die ursprünglich veranschlagte Gesamtbausumme. Die geschätzten 3,4 Milliarden Euro enthielten nach Auskunft der Bauindustrie noch keine Risikozuschläge, die bei einer Auftragsübernahme zu einem Festpreis erforderlich gewesen wären.
Zudem existierte ein im Frühjahr 2007 von Martin Runge, dem wirtschaftspolitischen Sprecher der Grünen-Fraktion im Bayerischen Landtag, in Auftrag gegebenes Gutachten, das insgesamt 2,715 Milliarden Euro Baukosten prognostizierte, bei der Vereinbarung im September 2007 jedoch nicht berücksichtigt worden sei. Die Bahn verwies herbei auf falsche Annahmen, auf denen die Studie gegründet habe.
Gerhard Hess, Hauptgeschäftsführer des Bayerischen Bauindustrieverbandes, sah die Verantwortung bei der Deutschen Bahn, in deren Händen die Planung lag und die erst im Oktober vergangenen Jahres die für die Kalkulation notwendigen Informationen weitergegeben habe. Bahnchef Hartmut Mehdorn habe schon 2007 die Unhaltbarkeit der Planzahlen gekannt und diese dennoch gegenüber der Politik bestätigt. Ein Medienbericht erwähnte daneben aus Sicht der Bauindustrie unakzeptable Vertragsbedingungen und ungewöhnlich restriktive Vorgaben, mit denen die Deutsche Bahn ein ihr nicht ins Konzept passendes Projekt gezielt scheitern lassen habe wollen.
Ende April 2008 einigten sich Bund und Land auf die Aufteilung der Planungs- und Verfahrenskosten. Demnach übernahm der Bund 52 Millionen Euro, das Land über 70 Millionen Euro.
Die Einstellung des Projekts löste eine politische Kontroverse über das abrupte Ende aus und entfachte auch eine Debatte um Sinn und Zukunft der Transrapid-Technologie. Andreas Bernard kam in einer Analyse zu dem Schluss, die oszillierende Definition der Entwicklung Transrapid sei bezeichnend für das Stocken und Scheitern einer Erfindung: Der Transrapid sei mal als besserer ICE, mal als bessere S-Bahn positioniert worden, habe die Ansprüche bei nüchterner Kosten-Nutzen-Analyse aber nie erfüllen können. Transrapid-Befürworter brachten nach ihrer Meinung wirtschaftlich geeignetere Strecken in Deutschland ins Gespräch.
Nach dem Ende des Projektes gaben Siemens und ThyssenKrupp im Mai 2008 die Auflösung ihres Gemeinschaftsunternehmens Transrapid International bekannt.
Das ehemals als Informationszentrum dienende Transrapid-Fahrzeug am Münchner Flughafen wurde an die Firma Max Bögl zum symbolischen Preis von einem Euro verkauft und am Firmensitz in Sengenthal bei Neumarkt in der Oberpfalz aufgestellt . Das Unternehmen hatte die aus Beton gefertigten Komponenten des Fahrwegs für den Transrapid entwickelt. Rund 1,4 Millionen Menschen hatten sich über das Projekt informiert. Sechs Jahre lang war die in einem originalen Zugteil des Transrapid untergebrachte Ausstellung der Öffentlichkeit zugänglich.

## Nachwirkungen
In der Diskussion um alternative verbesserte Verbindungen zwischen dem Flughafen und dem Hauptbahnhof München haben der britische Konzern Arriva, Betreiber der Regentalbahn in Deutschland, und der französische Konzern Veolia, Betreiber der Bayerischen Oberlandbahn, Interesse am Betrieb eines Flughafenexpresszuges bekundet. Auch der Betreiber der zur Deutschen Bahn gehörenden S-Bahn München hat ein hohes Interesse an einem Airportexpress. Die Untersuchung des Neubaus einer Trasse für den Rad-Schiene-Verkehr bzw. des Ausbaus und der Nutzungsänderung vorhandener Trassen zwischen Flughafen und Hauptbahnhof soll Gegenstand eines vom Bayerischen Wirtschaftsministeriums ausgeschriebenen Gutachtens sein.
Die vom Freistaat Bayern für den Transrapid vorgesehenen Mittel von 490 Millionen Euro werden in Forschungsprojekte investiert. Außeruniversitäre Forschung, die Fraunhofer-Institute und Einrichtungen der Max-Planck-Gesellschaft stehen im Mittelpunkt. Die Neugründung eines Max-Planck-Instituts für die Physik des Lichts in Erlangen und die Gründung eines europaweiten Netzwerks für Demenzforschung in München wurden als konkrete Projekte von der Bayerischen Regierung genannt.
Das Bundesverwaltungsgericht sparte durch den Abbruch des Projekts rund eine Million Euro, die für neue Mitarbeiter zur Abarbeitung der erwarteten Transrapid-Klagen hätten aufgewendet werden müssen.

## Trivia
Der damalige Bayerische Ministerpräsident Edmund Stoiber – einer der größten Befürworter des Projektes – hielt beim Neujahrsempfang der CSU-Stadtratsfraktion München am 21. Januar 2002 eine Rede, die auch eine für den Transrapid München werbende Passage einschloss. Im Laufe dieser Passage geriet Stoiber einige Male ins Stocken und verwechselte die Worte „Hauptbahnhof“ und „Flughafen“. In der Folge – beginnend jedoch erst vier Jahre später ab Januar 2006 – wurde die Passage in allen Arten von Medien, auch Leitmedien wie der Frankfurter Allgemeinen Zeitung rezipiert und auch persifliert. Phrasen wie „wenn Sie vom Hauptbahnhof“ oder „in zehn Minuten“ wurden zu geflügelten Worten und auch in anderen Politikbereichen zitiert, teils in abgewandelter Form, jedoch ähnlichem Tonfall, wenn ein Redner eine Parallele des jeweiligen Sachverhaltes zur Münchener Diskussion um den Transrapid zu erkennen glaubte.
Die Rede wurde von Jonny König, einem damaligen Studenten an der Popakademie Baden-Württemberg, für eine Schlagzeug-Prüfung vertont. Das Anfang 2013 veröffentlichte Video Stoiber on Drums brachte ihm Aufmerksamkeit im Internet und wurde auch in der Sendung TV total live vorgeführt.